# Paul Johnson (storico)
Paul Bede Johnson (Manchester, 2 novembre 1928 – Londra, 12 gennaio 2023) è stato uno storico, giornalista e saggista britannico, associato all'inizio della sua carriera alla sinistra politica, per poi divenire un popolare storico conservatore. Scrittore prolifico, pubblicò più di 50 libri oltre a innumerevoli articoli per riviste e giornali.  Divenne noto come giornalista presso la rivista New Statesman.

## Biografia
Johnson è nato a Manchester. Suo padre, William Aloysius Johnson, era un artista e preside della Art School di Burslem, Stoke-on-Trent, Staffordshire. Allo Stonyhurst College, Johnson ricevette un'istruzione basata sul metodo gesuita, che preferiva al curriculum più secolarizzato di Oxford. Mentre era a Oxford, Johnson fu istruito dallo storico A. J. P. Taylor ed era un membro dell'esclusiva Stubbs Society.
Dopo essersi laureato con lode, Johnson ha svolto il servizio militare nell'esercito, unendosi al King's Royal Rifle Corps e poi al Royal Army Educational Corps, con sede principalmente a Gibilterra.  Qui ha visto la "cupa miseria e crudeltà del regime franchista". In seguito venne assunto dal periodico parigino Réalités dal 1952 al 1954.
Johnson adottò una visione politica di sinistra durante questo periodo mentre assistette nel maggio 1952 alla risposta della polizia a una rivolta a Parigi (i comunisti si stavano ribellando per la visita del generale americano Matthew Ridgway, che comandava l'8ª armata degli Stati Uniti durante la guerra di Corea; era appena stato nominato comandante supremo della NATO in Europa), la "ferocia [di cui] non avrei creduto se non l'avessi vista con i miei occhi". Poi è stato corrispondente da Parigi del New Statesman. Per un certo periodo fu un convinto seguace di Aneurin Bevan. Tornato a Londra nel 1955, Johnson si unì allo Statesman.
Alcuni degli scritti di Johnson mostravano già segni di iconoclastia. Il suo primo libro, sulla crisidi Suez, apparve nel 1957. Un commentatore anonimo su The Spectator scrisse che "una delle sue osservazioni [di Johnson] sul signor Hugh Gaitskell è altrettanto dannosa di qualsiasi cosa abbia da dire su Sir Anthony Eden", ma l'opposizione del Partito Laburista all'intervento di Suez portò Johnson ad affermare che "il vecchio spirito militante del partito era tornato".  L'anno successivo attaccò il romanzo di James Bond di Ian Fleming Dr No,  e nel 1964 mise in guardia contro "la minaccia del fenomemno Beatles" in un articolo descritto contemporaneamente come "piuttosto esagerato" da Henry Fairlie in The Spectator.
Johnson è stato successivamente redattore capo, vicedirettore e direttore della rivista New Statesman dal 1965 al 1970. Sollevarono perplessità le sue presenze alle serate di Lady Antonia Fraser, allora sposata con un parlamentare conservatore. Ci fu una certa resistenza alla sua nomina a direttore di New Statesman, anche da parte dello scrittore Leonard Woolf.

## Opere
- The Offshore Islanders: England's People from Roman Occupation to the Present/to European Entry, 1972.
- Elizabeth I: a Study in Power and Intellect, Weidenfeld & Nicolson, 1974.
- The Life and Times of Edward III, Weidenfeld & Nicolson, 1974.
- A History of Christianity, 1976.
- Civilizations of the Holy Land, Weidenfeld & Nicolson, 1976.
- The Civilization of Ancient Egypt Weidenfeld & Nicolson, 1978.
- A History of the Modern World from 1917 to the 1980s, Weidenfeld & Nicholson, 1983.
- Modern Times: A History of the World from the 1920s to the 1980s, Weidenfeld & Nicolson, 1984.
- Gold Fields A Centenary Portrait, Weidenfeld & Nicolson, 1987.
- The History of the Jews, Weidenfeld & Nicolson, 1987.
- The Birth of the Modern: World Society 1815-1830, Weidenfeld & Nicolson, 1991.
- A History of the American People, Weidenfeld & Nicolson, 1997.
- Napoleon, Weidenfeld & Nicolson, 2002.
- George Washington: The Founding Father, Atlas Books, 2005.
- Creators, HarperCollins Publishers (USA), 2006.
- Heroes, HarperCollins Publishers (USA), 2007.

### Opere tradotte in italiano
- Paul Johnson, La guerra di Suez. Introduzione di Aneurin Bevan, trad. di Luciano Bianciardi, Feltrinelli, Milano, 1957
- Id., Gli intellettuali. Vita e misfatti di una classe in una straordinaria galleria di personaggi da Rousseau a Fassbinder (Intellectuals), trad. di Lucio Trevisan, Collana Il Cammeo n.191, Longanesi, Milano, 1989 ISBN 978-88-30-40910-1; Collana TEADUE, Milano, 1993 ISBN 978-88-78-19376-5
- Id., Storia degli Ebrei, trad. di E. Heger Vita, Collana n. 214, Longanesi, Milano, 1991; Collana Storica n.5, TEA, Milano, 1994-2006 ISBN 978-88-50-21160-9
- Id., La nascita del moderno. 1815-1830, a cura di D. Spinelli e P. Spinelli, Collana Storica, Corbaccio, Milano, 1994 ISBN 978-88-79-72127-1; Collana Storica, TEA, Milano, 1997 ISBN 978-88-78-18158-8
- Id., La ricerca di Dio: il pellegrinaggio personale di un grande storico ci guida a scoprire che cosa significhi Dio nella nostra vita (The Quest for God), trad. di Cecilia Vaienti, Collana Religioni Miti, Neri Pozza, Vicenza, 1996 ISBN 978-88-73-05569-3
- Id., Il Papato, trad. di S. Roberti Aliotta, Collana Superalbum, Gremese Editore, Roma, 1997 ISBN 978-88-77-42134-0
- Id., Il Rinascimento, trad. di Andrea Zucchetti e Maria Barbara Piccioli, Collana storia universale, Rizzoli, Milano, 2001 ISBN 978-88-17-86712-2
- Id., Napoleone, trad. di I. Belliti, Collana Le Terre, Fazi, 2004 ISBN 978-88-81-12452-7